# Eduard Sacapaño
Eduard Ortalla Sacapaño (Bago, 14 febbraio 1980) è un ex calciatore filippino, di ruolo portiere.

## Carriera

### Club
Prodotto delle giovanili del West Negros College, compie il suo debutto nel 2004 tra le file della Philippine Army.
Dopo otto stagioni passa in prestito al Global e poi al United City, prima di essere acquistato a titolo definitivo dai Busmen nel 2014.

### Nazionale
Compie il suo debutto per la nazionale il 1º aprile 2006, nella sconfitta per 1-0 contro il Taiwan.